# Eleição municipal do Rio de Janeiro em 1992
A eleição municipal do Rio de Janeiro em 1992 ocorreu no dia 3 de outubro daquele ano para eleger o prefeito e o vice-prefeito, além de 42 vereadores para a Câmara Municipal da cidade.
A campanha eleitoral contou com a participação de 11 concorrentes ao principal cargo majoritário da cidade. O prefeito em exercício Marcello Alencar, do PDT, não pôde buscar uma nova reeleição devido ao limite constitucional de dois mandatos consecutivos.
Pela primeira vez, estava prevista a possibilidade da disputa para prefeito ser decidida em dois turnos, desde que um candidato não conseguisse mais de 50% dos votos válidos no primeiro turno. Se nenhum dos candidatos obtivesse mais da metade dos votos válidos, um segundo turno seria realizado em 15 de novembro.
O primeiro turno foi realizado em 3 de outubro. Como nenhum candidato recebeu a maioria dos votos para ser eleito imediatamente em primeiro turno, os dois primeiros colocados desse, a então deputada federal Benedita da Silva, candidata do PT, e o economista César Maia, candidato do PMDB, avançaram para o segundo turno. Em 15 de novembro, Maia venceu a disputa, tendo sido eleito com 51,89% dos votos válidos 1.430.797 votos).
A chapa vencedora tomou posse na Prefeitura do Rio em 1° de janeiro de 1993 para um mandato de quatro anos.

## Candidatos a prefeito
|  | Nº | Candidato(a) a prefeito | Candidato(a) a prefeito                                           | Candidato(a) a vice-prefeito | Candidato(a) a vice-prefeito                             | Coligação |
|  | -- | ----------------------- | ----------------------------------------------------------------- | ---------------------------- | -------------------------------------------------------- | --- |
|  | 11 |                         | Amaral Netto (PDS) Fidélis dos Santos Amaral Netto                |                              | Wagner Cavalcanti (PDC) Wagner Cavalcanti de Albuquerque | "Rio em Defesa da Vida" - Partido Democrático Social (PDS) - Partido Democrata Cristão (PDC) |
|  | 12 |                         | Cidinha Campos (PDT) Maria Aparecida Campos Straus                |                              | Vivaldo Barbosa (PDT) Vivaldo Vieira Barbosa             | "Povo Unido" - Partido Democrático Trabalhista (PDT) - Partido Comunista do Brasil (PCdoB) - Partido Verde (PV) - Partido da Mobilização Nacional (PMN)                                                             |
|  | 13 |                         | Benedita da Silva (PT) Benedita Souza da Silva                    |                              | Sérgio Arouca (PPS) Antônio Sérgio da Silva Arouca       | "Frente da FelizCidade" - Partido dos Trabalhadores (PT) - Partido Popular Socialista (PPS) - Partido Socialista Brasileiro (PSB) - Partido Comunista (PC)                                                          |
|  | 14 |                         | João Mendes (PTB) João Ricardo Mendes                             |                              | Diofrildo Trotta (PTB) Diofrildo Trotta                  | "Não disponível" - Partido Trabalhista Brasileiro (PTB) |
|  | 15 |                         | César Maia (PMDB) César Epitácio Maia                             |                              | Gilberto Ramos (PL) Gilberto Caruso Ramos                | "Pensa Rio" - Partido do Movimento Democrático Brasileiro (PMDB) - Partido Municipalista Social Democrático (PMSD) - Partido Liberal (PL)                                                                           |
|  | 25 |                         | Francisco Dornelles (PFL) Francisco Oswaldo Neves Dornelles       |                              | Arolde de Oliveira (PFL) Arolde de Oliveira              | "Não disponível" - Partido da Frente Liberal (PFL) |
|  | 36 |                         | Albano Reis (PRN) Albano Antônio Reis                             |                              | Wanda Reis (PRN) Wanda Mendes Reis                       | "Não disponível" - Partido da Reconstrução Nacional (PRN) |
|  | 44 |                         | Regina Gordilho (PRP) Regina Helena Costa Gordilho                |                              | Alcides Fonseca (PRP) Alcides José da Fonseca            | "Pró-Cidadania" - Partido Republicano Progressista (PRP) - Partido Socialista do Brasil (PSdoB) |
|  | 45 |                         | Sérgio Cabral Filho (PSDB) Sérgio de Oliveira Santos Cabral Filho |                              | Lygia Maciel (PSDB) Lygia Maciel                         | "Não disponível" - Partido da Social Democracia Brasileira (PSDB) |
|  | 52 |                         | Técio Lins e Silva (PST) Técio Lins e Silva                       |                              | Não disponível                                           | "Voto Digno" - Partido Social Trabalhista (PST) - Partido Social Cristão (PSC) - Partido Social Democrático (PSD) - Partido Trabalhista Renovador (PTR) - Partido Nacionalista dos Trabalhadores Brasileiros (PNTB) |
|  | 84 |                         | Homero de Souza (PFS) Homero Pereira de Souza                     |                              | Não disponível                                           | "Não disponível" - Partido da Frente Socialista (PFS) |

## Resultados

### Prefeito
Fonte: Folha de S.Paulo
| Candidato(a)           | Candidato(a)               | Vice                     | 1º turno 3 de outubro de 1992 | 1º turno 3 de outubro de 1992 | 2º turno 15 de novembro de 1992 | 2º turno 15 de novembro de 1992 |
| Candidato(a)           | Candidato(a)               | Vice                     | Total                         | Porcentagem                   | Total                           | Porcentagem                     |
| ---------------------- | -------------------------- | ------------------------ | ----------------------------- | ----------------------------- | ------------------------------- | ------------------------------- |
|                        | César Maia (PMDB)          | Gilberto Ramos (PL)      | 551.379                       | 21,79%                        | 1.430.797                       | 51,89%                          |
|                        | Benedita da Silva (PT)     | Sérgio Arouca (PPS)      | 833.559                       | 32,94%                        | 1.326.678                       | 48,11%                          |
|                        | Cidinha Campos (PDT)       | Vivaldo Barbosa (PDT)    | 466.402                       | 18,43%                        | Não participaram                | Não participaram                |
|                        | Albano Reis (PRN)          | Wanda Reis (PRN)         | 262.104                       | 10,36%                        | Não participaram                | Não participaram                |
|                        | Amaral Netto (PDS)         | Wagner Cavalcanti (PDC)  | 119.432                       | 4,72%                         | Não participaram                | Não participaram                |
|                        | João Mendes (PTB)          | Diofrildo Trotta (PTB)   | 109.189                       | 4,31%                         | Não participaram                | Não participaram                |
|                        | Francisco Dornelles (PFL)  | Arolde de Oliveira (PFL) | 76.484                        | 3,02%                         | Não participaram                | Não participaram                |
|                        | Sérgio Cabral Filho (PSDB) | Lygia Maciel (PSDB)      | 46.786                        | 1,85%                         | Não participaram                | Não participaram                |
|                        | Técio Lins e Silva (PST)   |                          | 34.850                        | 1,35%                         | Não participaram                | Não participaram                |
|                        | Regina Gordilho (PRP)      | Alcides Fonseca (PRP)    | 19.257                        | 0,77%                         | Não participaram                | Não participaram                |
|                        | Homero de Souza (PFS)      |                          | 11.067                        | 0,44%                         | Não participaram                | Não participaram                |
| Total de votos válidos | Total de votos válidos     | Total de votos válidos   | 2.530.509                     |                               | 2.757.475                       |                                 |
| → Votos em branco      | → Votos em branco          | → Votos em branco        | 396.456                       |                               | 35.971                          |                                 |
| → Votos nulos          | → Votos nulos              | → Votos nulos            | 404.250                       |                               | 437.663                         |                                 |
| Total de votos         | Total de votos             | Total de votos           | 3.331.215                     |                               | 3.231.109                       |                                 |
| Abstenções             |                            |                          |                               |                               |                                 |                                 |
| Total de inscritos     |                            |                          |                               |                               |                                 |                                 |

### Vereadores eleitos
Representação eleita
  PDT: 8
  PT: 6
  PMDB: 4
  PSDB: 2
  PV: 2
  PDS: 2
  PTB: 2
  PSB: 2
  PTdoB: 2
  PL: 2
  PSD: 2
  PST: 2
  PCdoB: 1
  PDC: 1
  PRN: 1
  PMN: 1
  PFL: 1
  PSC: 1

Fonteː
| Vereadores eleitos na cidade | Partido | Votação | Percentual | Cidade onde nasceu | Unidade federativa  |
| Jorge Bittar                 | PT      | 125.393 | 4,57%      | Santos             | São Paulo           |
| Roberto Dinamite             | PSDB    | 34.893  | 1,27%      | Rio de Janeiro     | Rio de Janeiro      |
| Alfredo Sirkis               | PV      | 25.171  | 0,92%      | Rio de Janeiro     | Rio de Janeiro      |
| Wilson Leite Passos          | PDS     | 23.646  | 0,86%      | Rio de Janeiro     | Rio de Janeiro      |
| Celso Macedo                 | PTB     | 19.819  | 0,72%      |                    |                     |
| Chico Alencar                | PT      | 19.487  | 0,71%      | Rio de Janeiro     | Rio de Janeiro      |
| Ivanir de Mello              | PDT     | 17.647  | 0,64%      | Rio de Janeiro     | Rio de Janeiro      |
| Saturnino Braga              | PSB     | 17.284  | 0,63%      | Rio de Janeiro     | Rio de Janeiro      |
| Edson Santos                 | PCdoB   | 16.632  | 0,60%      | Rio de Janeiro     | Rio de Janeiro      |
| Pedro Porfírio               | PDT     | 15.370  | 0,56%      | Fortaleza          | Ceará               |
| Jorge Felippe                | PDT     | 15.288  | 0,56%      | Rio de Janeiro     | Rio de Janeiro      |
| Sérgio Cabral                | PSB     | 13.322  | 0,48%      | Rio de Janeiro     | Rio de Janeiro      |
| Sami Jorge                   | PDT     | 13.060  | 0,47%      | Rio de Janeiro     | Rio de Janeiro      |
| Otavio Leite                 | PDT     | 12.762  | 0,46%      | Aracaju            | Sergipe             |
| Waldir Abrão                 | PMDB    | 12.315  | 0,45%      |                    |                     |
| Rosa Fernandes               | PDT     | 12.231  | 0,44%      | Rio de Janeiro     | Rio de Janeiro      |
| Laura Carneiro               | PMDB    | 12.214  | 0,44%      | Rio de Janeiro     | Rio de Janeiro      |
| Nestor Rocha                 | PDT     | 12.024  | 0,44%      | Rio de Janeiro     | Rio de Janeiro      |
| Fernando William             | PDT     | 11.612  | 0,42%      | Rio de Janeiro     | Rio de Janeiro      |
| Jorge Pereira de Souza       | PTdoB   | 11.087  | 0,40%      | Rio de Janeiro     | Rio de Janeiro      |
| Aarão Steinbruch             | PTdoB   | 10.999  | 0,40%      | Santa Maria        | Rio Grande do Sul   |
| Francisco Duran              | PMDB    | 9.828   | 0,36%      |                    |                     |
| Leila Maywald                | PV      | 9.660   | 0,35%      | Natal              | Rio Grande do Norte |
| José Morais                  | PMDB    | 8.514   | 0,31%      | Teresina           | Piauí               |
| Carlos Carvalho              | PDS     | 7.931   | 0,29%      | Rio de Janeiro     | Rio de Janeiro      |
| Rogéria Bolsonaro            | PDC     | 7.924   | 0,29%      |                    |                     |
| Antônio Pitanga              | PT      | 7.475   | 0,27%      | Salvador           | Bahia               |
| Eduardo Reis                 | PRN     | 7.067   | 0,26%      |                    |                     |
| Marcos Drumond               | PL      | 6.821   | 0,25%      |                    |                     |
| Adilson Pires                | PT      | 6.793   | 0,25%      | Rio de Janeiro     | Rio de Janeiro      |
| Américo Camargo              | PL      | 6.783   | 0,25%      |                    |                     |
| Ivan Moreira                 | PMN     | 6.572   | 0,24%      | Rio de Janeiro     | Rio de Janeiro      |
| Guilherme Haeser             | PT      | 6.231   | 0,23%      |                    |                     |
| Gérson Bergher               | PTB     | 5.995   | 0,22%      | Rio de Janeiro     | Rio de Janeiro      |
| Jorge Mauro                  | PFL     | 5.862   | 0,21%      | Rio de Janeiro     | Rio de Janeiro      |
| Jurema Batista               | PSD     | 5.562   | 0,20%      | Rio de Janeiro     | Rio de Janeiro      |
| José Maria Vila Nova         | PSD     | 5.549   | 0,20%      | Rio de Janeiro     | Rio de Janeiro      |
| Augusto Boal                 | PT      | 5.402   | 0,20%      | Rio de Janeiro     | Rio de Janeiro      |
| Milton Nahon                 | PST     | 5.122   | 0,19%      |                    |                     |
| Leonel Trotta                | PSB     | 4.768   | 0,17%      | Rio de Janeiro     | Rio de Janeiro      |
| Fernando Martin              | PST     | 4.622   | 0,17%      | Rio de Janeiro     | Rio de Janeiro      |
| Luís Aguiar                  | PSC     | 4.609   | 0,17%      |                    |                     |

## Eleitorado
Na eleição para prefeito da cidade do Rio de Janeiro foram contabilizados no total 3.837.920 votos, sendo destes 47,41% representados pelo sexo masculino, enquanto que 52,19% dos votos foram representados pelo sexo feminino.
Abaixo a tabela com as especificações dos números de votos por faixa etária e sexo. 
| Faixa Etária | Votos do Sexo Masculino | Votos do Sexo Feminino |
| ------------ | ----------------------- | ---------------------- |
| 16 anos      | 4.740                   | 5.005                  |
| 17 anos      | 11.497                  | 12.441                 |
| 18 a 24 anos | 285.540                 | 288.721                |
| 25 a 34 anos | 500.243                 | 522.865                |
| 35 a 44 anos | 410.386                 | 457.767                |
| 45 a 59 anos | 370.002                 | 433.779                |
| 60 a 69 anos | 163.339                 | 201.912                |